# Ізолятор тимчасового тримання
Ізолятор тимчасового тримання (ІТТ, застаріле камера попереднього ув'язнення, КПЗ) — у СРСР, Російській Федерації, Україні та інших країнах пострадянського простору — місця ув'язнення (камери) при територіальних органах внутрішніх справ або органах прикордонної охорони, призначене для тимчасового утримання осіб, затриманих за підозрою у вчиненні злочину.
В Україні ІТТ є спеціальними установами поліції для роздільного тримання:
- осіб, затриманих за підозрою у вчиненні кримінального правопорушення;
- осіб, затриманих на підставі ухвали слідчого судді про дозвіл на затримання з метою приводу;
- осіб, стосовно яких застосовано запобіжний захід у вигляді тримання під вартою на строк до 3 діб (якщо доставляння ув'язнених до слідчого ізолятора (далі — СІЗО) у цей період неможливе через віддаленість або відсутність належних шляхів сполучення, вони можуть утримуватись в ІТТ не більше 10 діб);
- засуджених, які прибули із СІЗО та установ виконання покарань у зв'язку з розглядом справи в суді або проведенням з ними слідчих (розшукових) дій;
- адміністративно арештованих — за відсутності спеціального приймальника для утримання осіб, підданих адміністративному арешту.

У Росії ІТТ відносяться до спецустанов системи МВС РФ і не входять в структуру ФСВП. Вони не призначені для постійного утримання ув'язнених під варту. Після прийняття судом рішення про обрання затриманим міри запобіжного заходу у вигляді утримання під вартою вони переводяться до слідчого ізолятора (СІЗО) і при необхідності переводяться з СІЗО в ІТТ тільки на час проведення слідчих дій і слухання в суді.
Ізолятор тимчасового тримання ГУ МВС України в м. Києві розташований за адресою провулок Косогірний, 7[значущість факту?]